# Slag bij Vertières
De Slag bij Vertières (in Haïtiaans creools Batay Vètyè) was de laatste grote veldslag van de Tweede Oorlog voor de Haïtiaanse Onafhankelijkheid. Hij werd uitgevochten tussen de Haïtiaanse rebellen en Franse expeditionaire troepen op 18 november 1803 te Vertières, en was het laatste deel van de Haïtiaanse Revolutie onder François Capois. Vertières is gelegen in het noorden van Haïti. Tegen het einde van oktober 1803 hadden Haïtiaanse rebellen het hele Franse grondgebied op het eiland in bezit. De enige plaatsen onder Franse controle waren Môle-Saint-Nicolas, in handen van Noailles, en Cap Français waar Rochambeau zich had verschanst.

## De nieuwe leider
Na de deportatie van Toussaint Louverture in 1802, bleef een van de belangrijkste luitenants van Toussaint, Jean-Jacques Dessalines, strijden voor de vrijheid, want hij herinnerde zich de verklaring van Toussaint Louverture: 
"In het omverwerpen van mij, heb je niets meer gedaan dan de stam kappen van de boom van de zwarte vrijheid in St-Domingue, het zal terugkomen uit de wortels, want zij zijn talrijk en diep."

## De strijd
Dessalines versloeg het Franse leger vele malen, maar het laatste Franse bolwerk was Vertières. In de nacht van 17-18 november 1803, positioneerde de Haïtianen hun weinige geweren richting Fort Bréda, gelegen op de plantage waar Toussaint Louverture had gewerkt als koetsier onder François Capois. 
Jean-Jacques Dessalines en François Capois leidde het Haïtiaanse leger bij de aanval op het sterke Franse fort van Vertières, nabij Cap François (in het noorden van Haïti),  en wonnen de beslissende slag op het Franse leger onder leiding van generaal Rochambeau, en dwongen hem dezelfde nacht te capituleren.
De Haïtiaanse Negende Brigade onder François Capois speelde een cruciale rol in de overwinning, waardoor de troepen van Napoleon hun bolwerk verlieten.
"Toen de Franse trompetten het alarmsignaal bliezen, leidde Capois, zijn demibrigade naar voren, ondanks de kogelregens uit de forten. Het Franse vuur doodde een aantal soldaten in de Haïtiaanse colonne, maar de soldaten hielden de rangen gesloten. Capois' paard werd neergeschoten en gooien hem uit het zadel. Capois krabbelde weer overeind, trok zijn zwaard, zwaaide het boven zijn hoofd, rende verder en riep: "Voorwaarts Voorwaarts!" Rochambeau bekeek het vanaf de vestingwal van Vertières. Plotseling roffelde de Franse drums een staakt-het-vuren. Een Franse stafofficier besteeg zijn paard en reed in de richting van de onverschrokken Capois-la-Mort (Capois-de Dood). Met een harde stem riep hij: "Generaal Rochambeau stuurt complimenten aan de generaal die zich net heeft bekleed met deze glorie!" Hij groette de Haïtiaanse krijgers, keerde terug naar zijn positie, en de strijd werd hervat. Generaal Dessalines stuurde zijn reserves onder Gabart, de jongste generaal, en Jean-Philippe Dauts garde grenadiers, vormde voor een laatste linie voor Rochambeau. Maar Gabart, Capois, en Clervaux, vechtend met een Franse musket in de hand en afgeschoten epauletten, sloegen de wanhopige tegenaanval af. Een plotselinge regenbui met donder en bliksem maakte van het slagveld een modderpoel. Onder dekking van de storm, trokken Rochambeau en de rest van zijn leger zich terug uit Vertières, wetend dat hij werd verslagen en dat Saint-Domingue voor Frankrijk verloren was. Een andere leider van de strijd op Vértieres was Louis Michel Pierrot, de man van mambo Cecile Fatiman, die op 14 augustus 1791 de vodou-ceremonie van Bois Caiman leidde, samen met Boukman Dutty.

## Overgave
Tegen de volgende ochtend werd Duveyrier door generaal Rochambeau gestuurd, om met Dessalines te onderhandelen. Aan het eind van de dag werden de voorwaarden afgehandeld. Rochambeau kreeg tien dagen om met de rest van zijn leger Saint-Domingue te verlaten. De gewonden Franse soldaten bleven achter tot zij genoeg waren hersteld om terug te keren naar Frankrijk, maar ze werden een paar dagen later verdronken.

## Doel van Napoleon
Hoewel Napoleon, in 1802, 30.000 troepen had gemobiliseerd, die in grote vloten uit Frankrijk vertrokken om de slavernij in zijn meest winstgevende kolonie Saint-Domingue te herstellen, en ten behoeve van de controle in een groot deel van het gebied in de Amerika's dat hij beheerste (zie ook de Haïtiaanse Revolutie en de Louisiana Purchase) streden de Haïtiaanse troepen onder bevel van Toussaint Louverture en later Jean-Jacques Dessalines de oorlog, culminerend in de Slag van Vertiéres. Door deze nederlaag was het Franse keizerrijk afgesneden van de grootste bron van inkomsten: de winst van de plantage door slavenarbeid in Saint-Domingue.
Na minder dan twee maanden riep Dessalines de onafhankelijke Republiek Haïti uit (op 1 januari 1804), en leverde daarmee de genadeslag voor de Franse poging om, de Haïtiaanse Revolutie te stoppen, en de slavernij te herstellen, zoals het geval was in hun andere Caribische gebieden.

## Onafhankelijkheid
Voor de Haïtianen, die spoedig de onafhankelijkheid zou verklaren, was de uitkomst van de Slag van Vertiéres het definitieve einde van de wrede behandeling die ze ondervonden van de Franse kolonisatoren. De nederlaag van Rochambeau wordt nog steeds gezien als een mijlpaal in de strijd tegen de slavernij en maakte de weg vrij voor de afschaffing van de slavernij in andere landen.  Haïti werd de eerste zwarte republiek in het halfrond en de eerste natie die zich ontdeed van de verschrikkingen toegebracht door de Europese kolonialisten.
De Slag van Vertières heeft een monument voor de prestaties van Haïti, en voor de uitstekende militaire leider van dat moment: Jean-Jacques Dessalines. Toussaint Louverture, die in april 1803 was overleden in de Franse gevangenschap in Fort de Joux, had de basis gelegd voor deze overwinning. Het was Jean-Jacques Dessalines die, als leider van de Haïtiaanse troepen en de verenigde revolutionaire krachten, de overwinning op de wrede Generaal Rochambeau mogelijk maakte.

## Herdenking
De Slag om Vertières was de eerste in de geschiedenis van de mensheid dat een slavenleger, een succesvolle revolutie voor hun vrijheid ontketende. 18 november wordt op grote schaal gevierd als de Bataille de Vertières (Dag van de Gewapende Strijd) (Frans: Jour Des Forces Armees) en Victorie in Haïti. President Jean-Bertrand Aristide schafte het Haïtiaanse leger in het begin van 1990 af.